# Dryopomera janpetri
Dryopomera janpetri es una especie de coleóptero de la familia Oedemeridae.

## Distribución geográfica
Habita en Malasia.